# 新伊萬尼夫卡 (布利茲紐基市鎮)
48°41′5″N 36°40′24″E / 48.68472°N 36.67333°E
新伊萬尼夫卡（烏克蘭語：Новоіванівка）是位於烏克蘭東部的村莊，由哈爾科夫州洛佐瓦區的布利茲紐基市鎮負責管轄。該村處於薩馬拉河右岸，始建於1921年，面積0.14平方公里，海拔高度113米，2001年人口60。